# Fontenay-le-Vicomte
Fontenay-le-Vicomte is een gemeente in het Franse departement Essonne (regio Île-de-France) en telt 884 inwoners (1999). De plaats maakt deel uit van het arrondissement Évry.

## Geografie
De oppervlakte van Fontenay-le-Vicomte bedraagt 6,8 km², de bevolkingsdichtheid is 130,0 inwoners per km².
De onderstaande kaart toont de ligging van Fontenay-le-Vicomte met de belangrijkste infrastructuur en aangrenzende gemeenten.

## Demografie
Onderstaande figuur toont het verloop van het inwonertal (bron: INSEE-tellingen).